# Калициевые (порядок)
Калициевые (лат. Caliciales)  — порядок, в основном, лихенизированных грибов в классе Леканоромицеты. Был описан американским ботаником Чарльзом Эдвином Бесси в 1907 году.

## Среда обитания и распространение
Большинство видов произрастает на древесине, коре деревьев и кустарников.
Широкое, всемирное распространение.

## Классификация
Согласно базе данных Catalogue of Life на апрель 2024 года порядок включает следующие семейства:
- Caliciaceae Chevall., 1826 — Калициевые
- Physciaceae Zahlbr., 1898 — Фисциевые